# Nikołaj Rubakin
Nikołaj Aleksandrowicz Rubakin (ros. Николай Александрович Рубакин, ur. 13 lipca 1862 w Oranienbaumie (obecnie Łomonosow), zm. 23 listopada 1946 w Lozannie) – był rosyjskim bibliotekarzem i bibliografem.

## Życiorys
Studiował na Wydziale Przyrodniczym, Historyczno-Filologicznym i Prawnym Uniwersytetu Petersburskiego. Po ukończeniu studiów zajął się pracą w bibliotekach, udzielał się też w komitetach alfabetyzacji jako członek i sekretarz jednego z komitetów, popularyzował też naukę. Współpracował z wydawcą Aleksandrą Kałmykową. Brał udział w rewolucji 1905-1907, po jej upadku w 1907 wyjechał na stałe do Szwajcarii. Był twórcą bibliopsychologii, badającej indywidualny odbiór literatury przez czytelnika. W Lozannie zebrał unikalny rosyjski zbiór biblioteczny i założył instytut bibliopsychologii. Po jego śmierci prochy sprowadzono do Rosji i pochowano w Moskwie na Cmentarzu Nowodziewiczym.